# Sargus flavipes
Sargus flavipes – gatunek muchówki z rodziny lwinkowatych i podrodziny Sarginae.
Gatunek ten opisany został w 1822 roku przez Johanna Wilhelma Meigena.
Muchówka o smukłym ciele długości od 6 do 11 mm. Głowa jest półokrągła, dychoptyczna u obu płci. Czułki są ubarwione czarno, twarz brunatnoczarno, czoło metalicznie zielono, a aparat gębowy biało. Tułów cechują czekoladowobrunatne boki i metalicznie jasnozielone śródplecze. Skrzydła są brunatnie przydymione. Przezmianki mają barwę ciemnozółtą. Odwłok samca jest z wierzchu złotozielony, a od spodu ciemnoczekoladowy z metalicznie zielonym połyskiem. U samicy wierzch odwłoka jest szafirowy z amarantowym połyskiem, a spód czarny. Odnóża są żółte, czasem miejscami przybrunatnione.
Owad palearktyczny, w Europie znany z Hiszpanii, Francji, Irlandii, Wielkiej Brytanii, Belgii, Holandii, Niemiec, Szwajcarii, Austrii, Włoch, Polski, Czech, Słowacji, Węgier, Chorwacji, Rumunii, Bułgarii, Norwegii, Szwecji, Finlandii, Łotwy, Litwy, Ukrainy i Rosji. W Azji zamieszkuje zachodnią Syberię. Imagines są aktywne od lipca do sierpnia.